# Порто Реканати
Порто Реканати (итал. Porto Recanati) насеље је у Италији у округу Мачерата, региону Марке.
Према процени из 2011. у насељу је живело 10308 становника. Насеље се налази на надморској висини од 3 м.

## Становништво
| 1931. | 1936. | 1951. | 1961. | 1971. | 1981. | 1991. | 2001. | 2011.  |
| ----- | ----- | ----- | ----- | ----- | ----- | ----- | ----- | ------ |
| 5.373 | 5.148 | 5.556 | 5.928 | 6.474 | 7.541 | 8.119 | 9.414 | 11.495 |

## Партнерски градови
- Кронберг им Таунус
- Мар дел Плата